# Blackwell’s

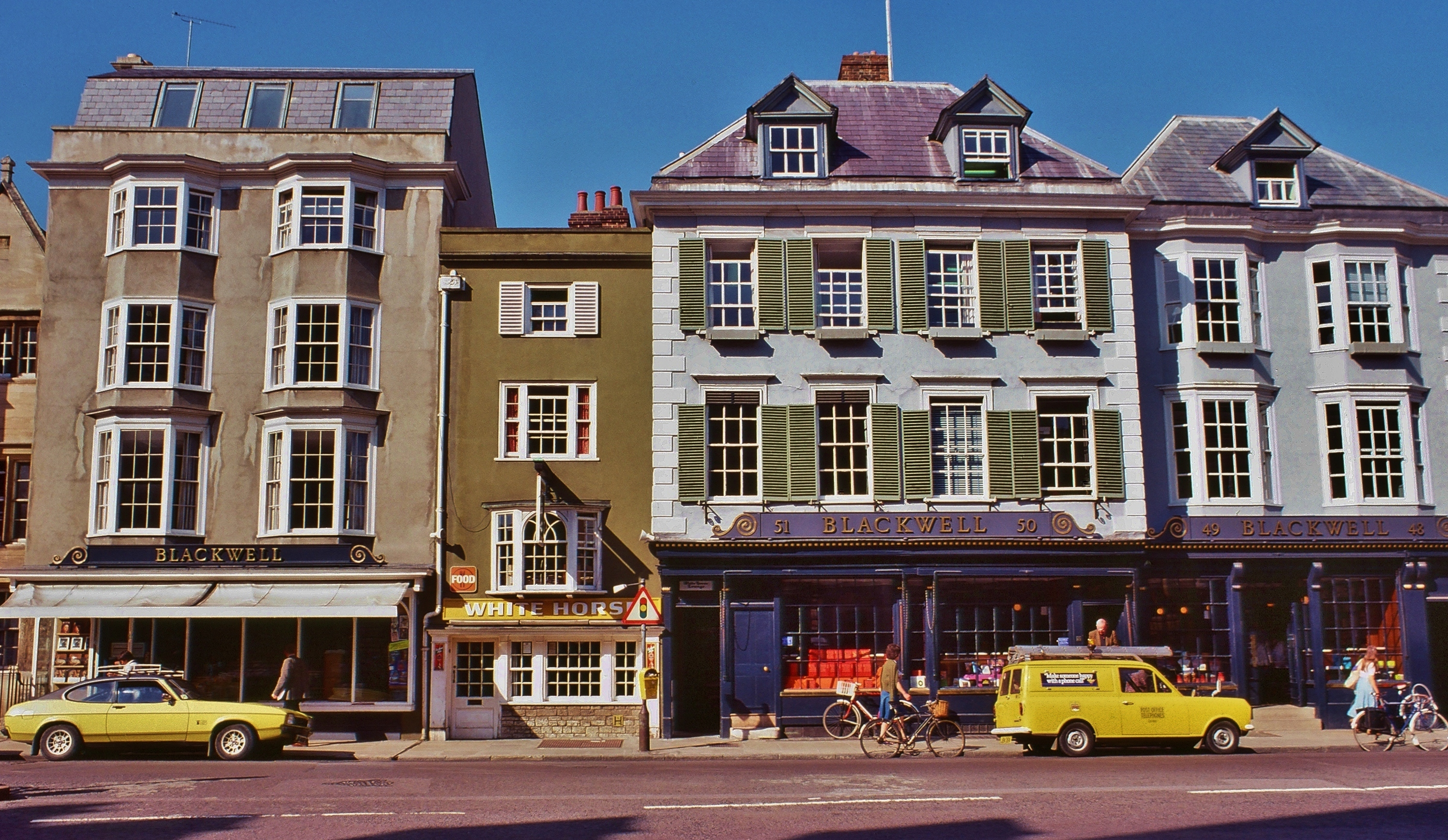
Der erste Laden und heutige Flagship-Store an der Broad Street in Oxford (1977)

Blackwell’s ist eine britische Buchhandelskette. Sie wurde 1879 in Oxford gegründet und betrieb 2019 35 Geschäfte. Die Kette hat etwa 1000 Beschäftigte und einen Jahresumsatz von knapp 75 Mio. US-Dollar. Neben allgemeinen Bücherläden betreibt Blackwell’s auch Läden eigens für medizinische, akademische oder künstlerische Publikationen.
Am 28. Februar 2022 wurde bekannt, dass die 18 zu dieser Zeit noch von Blackwell’s betriebenen Buchhandlungen von Waterstones übernommen wurden.

## Geschichte

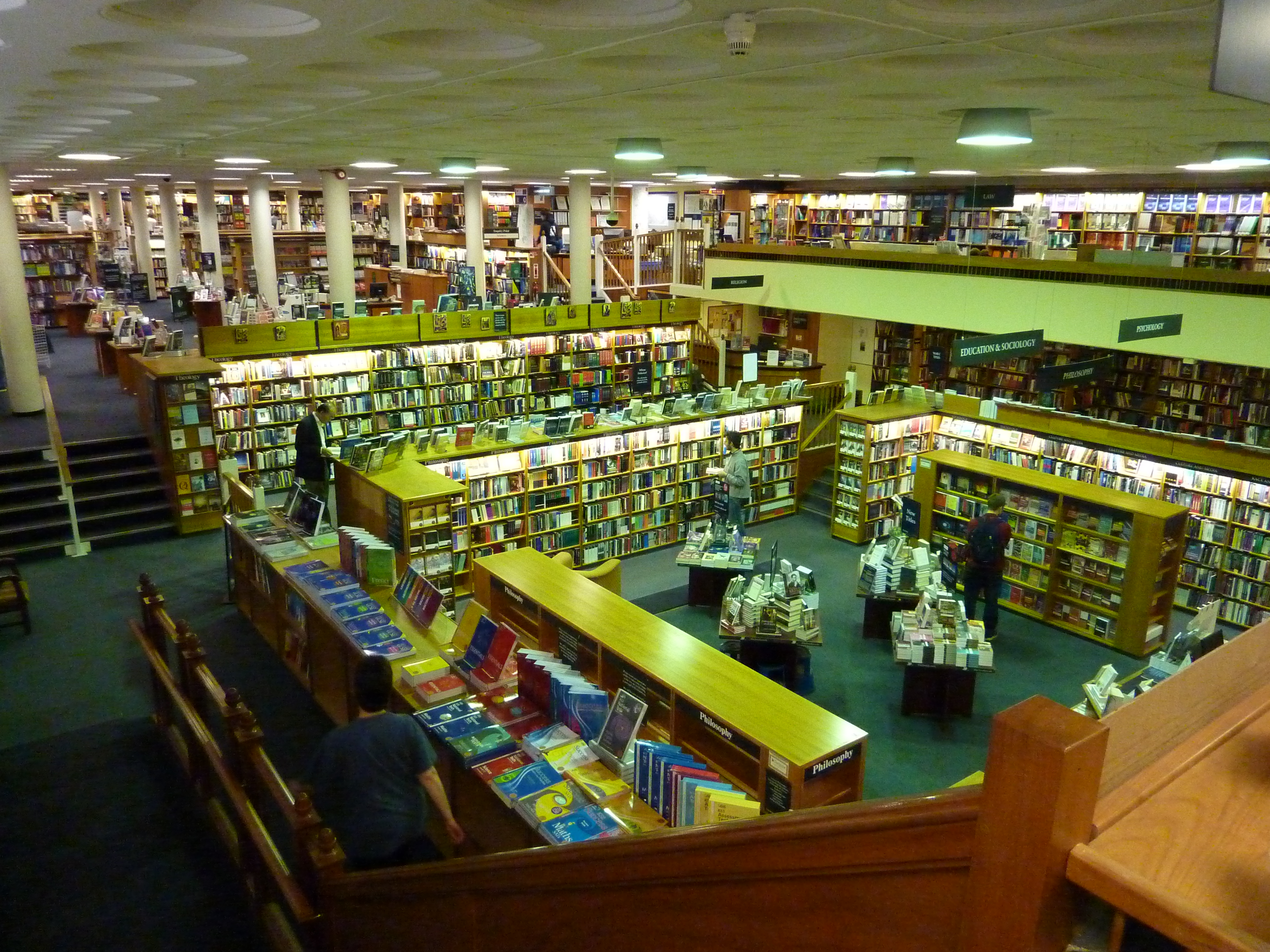
Norrington Room, der größte Bücherverkaufsraum Europas

Der erste Laden wurde am 1. Januar 1879 von Benjamin Henry Blackwell, dem Sohn des ersten lokalen Bibliothekars, gegründet und umfasste zunächst seltene und Second-Hand-Bücher. Der Flagship-Store umfasste ursprünglich lediglich einen Raum, wurde jedoch durch Übernahme drei benachbarter Läden schon früh erweitert.
1897 erschien mit Mensæ Secundæ: verses written in Balliol College die erste Veröffentlichung der Kette, seit 1939 werden auch wissenschaftliche und akademische Werke im hauseigenen Verlag Blackwell Publishing veröffentlicht. 1915 veröffentlichte Blackwell’s mit Goblin's Feet eines der ersten Gedichte von J. R. R. Tolkien.
1966 wurde der Norrington Room eröffnet, der sich im Kellergeschoss bis unterhalb des Trinity College erstreckt. Er umfasst 5 km Bücherregale und 930 m² Verkaufsraum für über 160.000 Bücher, wodurch er als damals größter Bücherverkaufsraum der Welt in das Guinness-Buch der Rekorde aufgenommen wurde.
Erst in den 1990er Jahren expandierte die Kette und eröffnete zunehmend Geschäfte in anderen Städten, zumeist Universitätsstädten. Zu Beginn des 21. Jahrhunderts existierten schließlich über 70 Läden in England, Schottland und Wales. Seit 1995 werden Bücher auch im Internet angeboten.
2007 wurde Blackwell Publishing für 572 Mio. Pfund an John Wiley & Sons veräußert und firmiert dort nun unter dem Namen Wiley-Blackwell.

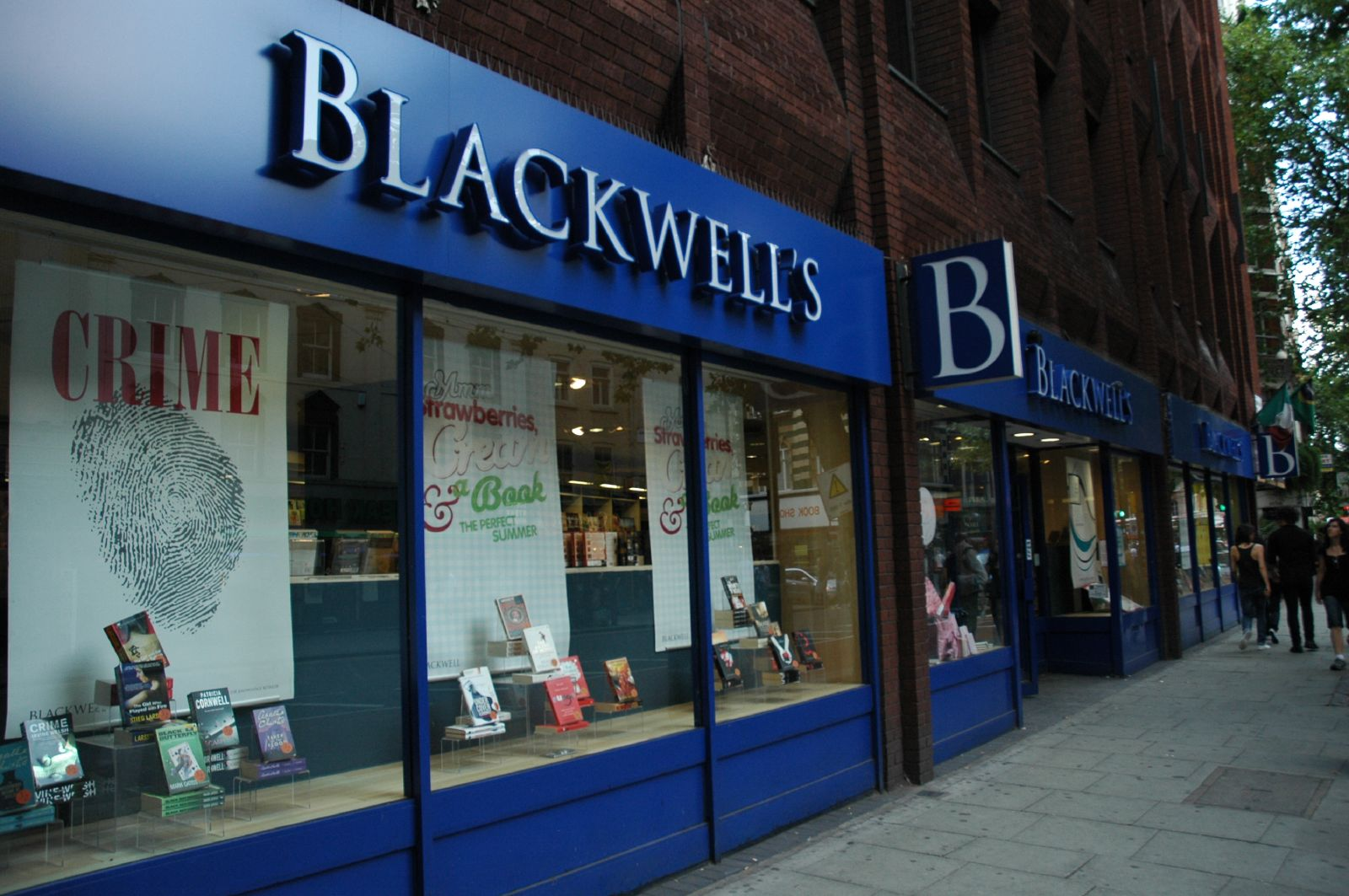
Laden an der Charing Cross Road in London

## Geschäfte
Blackwell’s betreibt 35 Geschäfte (Stand: 2019) in Aberdeen, Belfast, Bradford, Bristol, Cambridge, Canterbury, Cardiff, Derby, Dundee, Edinburgh (3×), Exeter, Huddersfield, Keele, Lancaster, Leeds, Lincoln, Liverpool, London (2×), Manchester (2×), Newcastle upon Tyne, Nottingham (3×), Oxford (5×), Reading, Sheffield und St Andrews.

## Blackwell’s Rare Books
Unter der Marke Blackwell’s Rare Books erwirbt und vertreibt die Kette seltene und alte Bücher. Die ältesten Werke im aktuellen Bestand, der über 3000 Bücher und Veröffentlichungen umfasst, lassen sich etwa auf die Jahre 1150, 1270 und 1415 datieren. Einige der wertvollsten Werke des Bestands sind etwa Don Quijote von Miguel de Cervantes mit einem Verkaufswert von 90.000 Pfund, Comedies, Histories and Tragedies von William Shakespeare mit einem Verkaufswert von 85.000 Pfund oder Summa de casibus poenitentiae et matrimonio. von Raimund von Penyafort mit einem Verkaufswert von 45.000 Pfund.